# Ferrovia Battipaglia-Potenza-Metaponto
La ferrovia Battipaglia-Potenza-Metaponto o anche ferrovia Basentana è una linea ferroviaria italiana di proprietà statale che collega la costa tirrenica con quella ionica oltrepassando la catena montuosa degli Appennini. Parte da Battipaglia (SA), in Campania, e attraversa tutta la Basilicata fino a raggiungere la zona di Metaponto (MT), sul Mar Ionio.
Infrastruttura e impianti ferroviari sono gestiti da RFI SpA. La linea è a binario unico, ed è elettrificata a corrente continua, a 3.000 volt.

## Storia
La nascita di questa linea si inquadra nel travagliato iter progettuale che iniziò già all'indomani dell'inaugurazione della prima ferrovia italiana, la Napoli-Portici. Infatti, dopo l'apertura del prolungamento fino a Nocera Inferiore del 1844, erano stati elaborati vari progetti di ampliamento per realizzare quella che era l'aspirazione maggiore del tempo: il raggiungimento dell'Adriatico, considerato la porta dei traffici per l'oriente. Il professore napoletano Ferdinando De Luca aveva caldeggiato un progetto di ferrovia che, passando per Salerno, raggiungesse Taranto e i porti di Brindisi e Otranto scendendo lungo la valle del Basento. La proposta era stata appoggiata anche da Carlo Ilarione Petitti di Roreto in un suo famoso scritto del 1845.
| Data d'inaugurazione | Tratta                  |
| -------------------- | ----------------------- |
| 14 giugno 1863       | 02. Pastena–Battipaglia |
| 14 giugno 1863       | 03. Battipaglia–Eboli   |
| 20 maggio 1866       | 01. Salerno–Pastena     |
| 1 dicembre 1874      | 04. Eboli–Contursi      |
| 15 giugno 1875       | 14. Pisticci–Metaponto  |
| 30 settembre 1875    | 05. Contursi–Romagnano  |
| 15 novembre 1875     | 13. Ferrandina–Pisticci |
| 10 aprile 1876       | 12. Grassano–Ferrandina |
| 3 giugno 1877        | 06. Romagnano–Balvano   |
| 1 agosto 1877        | 11. Calciano–Grassano   |
| 6 novembre 1877      | 07. Balvano–Baragiano   |
| 15 gennaio 1880      | 08. Baragiano–Picerno   |
| 1 settembre 1880     | 09. Picerno–Potenza     |
| 27 dicembre 1880     | 10. Potenza–Calciano    |

L'incarico per la costruzione della "Strada ferrata delle Puglie" da Napoli a Brindisi era stato affidato dal governo borbonico alla Società in accomandita Melisurgo & C., ma nel 1855, in seguito a un'indagine governativa (dato che lo stato dei lavori era in forte ritardo rispetto a quanto pattuito), tale incarico venne revocato e l'8 marzo 1856 fu dato mandato all'ingegnere Armando Giuseppe Bayard de la Vingtrie perché costruisse la tratta Nocera Inferiore-Salerno. L'anno successivo, il 7 novembre 1857, venne data a Tommaso D'Agiut la concessione ("facoltà") per costruire una "ferrovia da Salerno per Eboli e Taranto".
L'aggravarsi della situazione politica nel Regno delle Due Sicilie portò alla revoca unilaterale delle precedenti autorizzazioni e conseguentemente al blocco dell'esecuzione dei lavori che, dopo la proclamazione dell'Unità d'Italia, furono riaffidati per la parte tra Salerno ed Eboli alla Società per le Strade Ferrate Meridionali, che il 14 giugno 1863 aprì al traffico la tratta di poco più di 6 km fra Battipaglia ed Eboli. Tuttavia, data la grave crisi finanziaria di quegli anni che portò a una ridefinizione di tutto il programma ferroviario nazionale, durante il primo governo La Marmora il ministro Stefano Jacini stipulò l'8 ottobre 1865 una convenzione con la Società Vittorio Emanuele, affidandole l'incarico di costruzione della ferrovia Eboli-Contursi-Potenza.
Le difficoltà economiche della Vittorio Emanuele, divenuta successivamente Società per le Strade Ferrate Calabro-Sicule, fecero sì che la costruzione del tracciato rallentasse ancora una volta e venne eseguita in fasi successive e proseguita con finanziamenti a carico dello Stato e affidamento alla società delle Meridionali. Il 1º dicembre 1874 venne attivato il tratto Eboli – Contursi; quello da Metaponto a Pisticci (24,7 km) il 15 giugno 1875; il 30 settembre 1875 il tratto Contursi – Romagnano; il tratto Pisticci – Ferrandina, di 13 km, il 15 novembre 1875; da Ferrandina a Grassano (22 km) il 10 aprile 1876; tra Romagnano, Balvano e Baragiano rispettivamente il 3 giugno e il 6 novembre 1877. Così il 15 gennaio 1880 la linea raggiunse Picerno e il 1º settembre la città di Potenza. La linea era collegata a Salerno e Napoli, ma non ancora a Metaponto. Finalmente i 46,6 km da Grassano a Potenza vennero aperti il 27 dicembre 1880.
Gli accordi relativi all'esercizio prevedevano che la tratta Napoli – Eboli, concessa alle Strade Ferrate Meridionali, fosse utilizzabile anche dalla Società per le Strade Ferrate Calabro Sicule, che era invece la concessionaria dell'intera linea Eboli – Potenza – Metaponto; tuttavia il dissesto finanziario prima e il fallimento poi fecero sì che l'esercizio passasse interamente nelle mani delle Meridionali, che lo utilizzarono anche per i trasporti per la Calabria e la Sicilia fino a quando, con il completamente della Ferrovia Tirrenica Meridionale nel 1895, non vi si dirottò la maggior parte del traffico.
Il 3 marzo 1944 sulla linea si verificò il disastro di Balvano, il più grave disastro della storia delle ferrovie italiane: il treno merci 8017, proveniente da Napoli e diretto a Potenza, composto da carri a sponde alte vuoti su cui avevano trovato abusivamente posto molte persone alla ricerca di viveri o che desideravano spostarsi in una zona meno devastata dalla guerra, fu costretto a fermarsi a causa dello slittamento delle ruote per l'eccessiva massa trainata in un tratto in salita del 13 per mille, all'interno della galleria "Delle Armi", un tunnel lungo 1,69 km, molto stretto e con scarsa aerazione, posto presso Balvano. Il treno era movimentato da due locomotive a vapore, che per una sfortunata coincidenza erano state poste entrambe in testa anziché una in testa e una in coda come avveniva in genere; i due equipaggi di condotta non poterono comunicare per accordarsi sulla manovra da eseguire e finirono per agire in modo opposto, rendendo impossibile far ripartire il convoglio. Secondo i dati processuali, le esalazioni di monossido di carbonio uccisero 427 persone, mentre secondo il verbale del Consiglio dei ministri le vittime furono 517. Altre fonti (FS) parlano di oltre 600 morti. A seguito di tale incidente, sulla tratta vennero imposte severe limitazioni al peso massimo dei convogli e al materiale rotabile utilizzato e fu istituito un posto di controllo ad uno degli ingressi della galleria incriminata, con un operatore che consentiva di autorizzare il passaggio dei treni solo se era evidente che il percorso era libero ed i gas di scarico dell'ultimo treno transitato erano interamente fuoriusciti.
Dal 1986 al 1993 la ferrovia venne chiusa da Sicignano a Metaponto per permettere lavori importanti di manutenzione e potenziamento, nel corso dei quali fu attivata anche l'elettrificazione; l'esercizio a trazione elettrica ebbe inizio il 31 marzo 1994 e fu solo in tale occasione che fu possibile rimuovere le restrizioni introdotte dopo il disastro di Balvano, ben cinque decenni prima. Nel 1995 fu attivato un servizio con ETR 450, classificato come Eurostar Italia, sulla tratta Roma-Taranto e viceversa, che fu soppresso il 12 dicembre 2010. Ad oggi la linea è percorsa da treni regionali, Intercity e Frecciarossa.

## Caratteristiche
Nel progettare il tratto Metaponto-Potenza i tecnici seguirono la direttrice naturale evitando, per quanto possibile, di costruire gallerie. Il suo percorso quindi fu per un tratto pianeggiante correndo a fondovalle del fiume Basento da Metaponto a Grassano mentre da Grassano a Potenza Inferiore (detta anche Potenza Centrale) ha caratteristiche di linea di montagna con pendenze variabili che sono più contenute nelle vicinanze di Potenza per poi essere più accentuate entrando nella zona della Marmo-Platano (In seguito ammodernata, con diverse varianti e altri miglioramenti dal punto di vista tecnologico)
La linea corre lontana dai centri abitati della Basilicata che serve, poiché essi sono quasi tutti posti in prossimità o sui picchi delle montagne, con gli scali ferroviari a fondovalle distanti anche parecchi o alcuni chilometri dal proprio paese. In alcuni casi lo stesso scalo serve più paesi; è il caso per esempio dei due scali unici per Grassano, Garaguso, Tricarico e per Salandra e Grottole. Altre stazioni, invece, sono a servizio di un singolo paese. Sono in corso di valutazione il potenziamento agli standard AV/AC (oltre alla realizzazioni di varianti di tracciato e opportune opere idrauliche e infrastrutturali) dell'intera ferrovia a partire da Romagnano (dalla stazione di Romagnano Scalo detta Romagnano-Vietri-Salvitelle) fino a Metaponto (ovvero fino a congiungersi alla ferrovia Jonica - Taranto- Reggio Calabria). Da Romagnano passerà la ferrovia AV/AC Salerno-Reggio Calabria dove si ricongiungerà con una bretella ex novo verso Potenza.

### Armamento e trazione
La linea fu riaperta all'esercizio nel 1993 dopo la sostituzione integrale dell'armamento precedente. Lo scartamento ferroviario della linea, ancora a semplice binario, è quello normale di 1435 mm.
La linea elettrica di trazione, attivata nel 1994, è a corrente continua a 3000 Volt con catenaria classica a doppio filo di contatto e palificazione tipo LS.

### Esercizio
Il regime di esercizio per l’intera linea è il BCA; è inoltre interamente attrezzata col sistema di sicurezza nazionale SCMT.
La circolazione sul tronco Battipaglia-Potenza è controllata dal Dirigente Centrale Operativo (DCO) con sede operativa a Napoli, mentre il tronco Potenza Centrale-Metaponto è sottoposto al DCO di Bari Lamasinata.

## Percorso
|  | Unknown route-map component "STR+l" | Unknown route-map component "CONTfq" |

| Station on track |

| Unknown route-map component "CONTgq" | Unknown route-map component "ABZgr+xr" |  |

| Unknown route-map component "exLCONTgq" | Unknown route-map component "eABZgLr" |  |

| Unknown route-map component "SKRZ-Au" |

| Station on track |

| Unknown route-map component "SKRZ-Au" |

| Station on track |

| Unknown route-map component "hbKRZWae" |

| Unknown route-map component "eHST" |

| Unknown route-map component "hbKRZWae" |

| Unknown route-map component "SKRZ-Au" |

| Unknown route-map component "WASSER+l" | Unknown route-map component "hKRZWae" | Unknown route-map component "WCONTgeq" |

| Water | Station on track |  |

| Unknown route-map component "WASSERl" | Unknown route-map component "hKRZWae" | Unknown route-map component "WASSER+r" |

|  | Unknown route-map component "SKRZ-Au" | Water |

| Unknown route-map component "WCONTfaq" | Unknown route-map component "hKRZWae" | Water straight and to right |

| Enter and exit tunnel |

| Station on track |

| Unknown route-map component "tSTRa" |

| Unknown route-map component "tSKRZ-A" |

| Unknown route-map component "tSTRe" |

| Unknown route-map component "CONTgq" | Unknown route-map component "ABZgr" |  |

| Unknown route-map component "exKINTaq" | Unknown route-map component "eABZg+r" |  |

| Station on track |

|  | Unknown route-map component "exLCONTgq" | Unknown route-map component "KRZLu" | Unknown route-map component "LABZq+l" | Unknown route-map component "exLCONTfq" |

|  | Unknown route-map component "eABZg+Ll" | Unknown route-map component "exLSTRr" |

| Small non-passenger station on track |

| Unknown route-map component "WCONTfaq" | Unknown route-map component "hKRZWae" | Unknown route-map component "WASSER+r" |

| Unknown route-map component "WASSER+l" | Unknown route-map component "hKRZWae" | Water straight and to right |

| Unknown route-map component "WASSERl" | Unknown route-map component "hKRZWae" | Unknown route-map component "WASSER+r" |

| Unknown route-map component "WASSER+l" | Unknown route-map component "hKRZWae" | Water straight and to right |

| Unknown route-map component "WCONTge" | Station on track |  |

| Unknown route-map component "tSTRa" |

| Unknown route-map component "dWASSERq" | Unknown route-map component "tKRZW+GRZq" | Unknown route-map component "dWASSERq" |

| Unknown route-map component "tSKRZ-A" |

| Unknown route-map component "tSTRe" |

| Unknown route-map component "HSTeBHF" |

| Unknown route-map component "bWBRÜCKE1" |

| Enter and exit tunnel |

| Small bridge over water |

| Station on track |

| Station on track |

| Unknown route-map component "hbKRZWae" |

| Stop on track |

| Enter and exit tunnel |

| Station on track |

| Unknown route-map component "SKRZ-Au" |

| Station on track |

| Unknown route-map component "SKRZ-Au" |

| Unknown route-map component "exCONTgq" | Unknown route-map component "eKRZu" | Unknown route-map component "exSTR+r" |

|  | Station on track + Unknown route-map component "HUBaq" | Unknown route-map component "KBHFxa" + Unknown route-map component "HUBeq" |

| Unknown route-map component "d" |  | Straight track | One way leftward | Unknown route-map component "dCONTfq" |

|  | Unknown route-map component "ABZgl" | Unknown route-map component "CONTfq" |

| Unknown route-map component "SKRZ-Au" |

| Non-passenger station/depot on track |

| Non-passenger station/depot on track |

| Unknown route-map component "hbKRZWae" |

| Station on track |

| Unknown route-map component "hbKRZWae" |

| Stop on track |

| Enter and exit tunnel |

| Unknown route-map component "hbKRZWae" |

| Non-passenger station/depot on track |

| Unknown route-map component "hbKRZWae" |

| Enter and exit tunnel |

| Small non-passenger station on track |

| Station on track |

| Station on track |

| Unknown route-map component "d" |  | Unknown route-map component "eABZgLl" | Unknown route-map component "exLSTRq" + Unknown route-map component "exSTR+l" | Unknown route-map component "exdCONTfq" |

| Unknown route-map component "d" | Unknown route-map component "exkSTRc2" | Unknown route-map component "ekKRZ3+lu" + Unknown route-map component "exSTRc2" | Unknown route-map component "exSTR3" + Unknown route-map component "exSTRq" | Unknown route-map component "exdCONTfq" |

| Unknown route-map component "exkSTR+1" | Unknown route-map component "eABZg+1" | Unknown route-map component "exSTRc4" |

| Unknown route-map component "exBHF" | Station on track |  |

| Unknown route-map component "exSTR" | Unknown route-map component "eKRWgl" | Unknown route-map component "exLKRW+r" |

| Unknown route-map component "exSTR" | Straight track | Unknown route-map component "exLENDEe" |

| Unknown route-map component "exWBRÜCKE1" | Small bridge over water |  |

| Unknown route-map component "exSTR" | Unknown route-map component "eABZg+l" | Unknown route-map component "exENDEeq" |

| Unknown route-map component "exBHF" | Station on track |  |

| Unknown route-map component "exdCONTgq" | Unknown route-map component "exSTRr" | Straight track |  | Unknown route-map component "d" |

| Unknown route-map component "hbKRZWae" |

| Unknown route-map component "HSTeBHF" |

| Unknown route-map component "CONTgq" | Unknown route-map component "ABZg+r" |  |

| Station on track |

|  | One way leftward | Unknown route-map component "CONTfq" |

## Traffico
La linea ferroviaria è percorsa da treni regionali di Trenitalia (alcuni di essi sostituiti con autobus), da 2 coppie di treni InterCity in servizio tra Taranto e Roma e da una coppia di treni Frecciarossa 1000 in servizio tra Taranto e Milano, con il solo treno proveniente da Taranto prolungato su Torino.